# Alice Ensemble
Das Alice Ensemble (Eigenschreibweise ALICE Ensemble) ist ein 2015 von vier Frauen gegründetes freies Theater-Ensemble aus Wien.

## Wirken
Seit der Gründung gastierte das Ensemble mit seinen Produktionen bereits auf mehreren Bühnen sowohl innerhalb Wiens, als auch der österreichischen Bundesländer (Salzburg, Tirol, Oberösterreich, Niederösterreich).
Beinahe alle bisherigen Produktionen wurden in Eigenregie inszeniert und teilweise sogar von einem oder mehreren Ensemblemitgliedern selbst geschrieben.
Das Ensemble produziert ein bis zwei Theaterstücke im Jahr. Seit 2019 gehören auch selbst geschriebene Krimi Dinner zum Repertoire des Ensembles, welche in ausgewählten Gasthäusern in Niederösterreich und Wien im Zuge eines 3 bis 4 Gänge-Menüs gespielt werden.

## Mitglieder
Das Kernensemble besteht aus: Caroline Weber, Leonie Reiss, Lisa Neumaier und Sophie Isermann. Weitere Mitglieder sind
- Schauspiel: Astrid Nowak, Denise Neckam, Iris Schmid, Ronja Forcher
- Regie: Richard Schmetterer
- Musik: Jana Thomaschütz
- Kostüme: Alma Kugic

## Theaterproduktionen
- 2020: Tödlicher Lockdown (Online Krimi in Kooperation mit 4GameChangersRoomservice), Regie & Autor: ALICE Ensemble
- 2019: Mord in Carnuntum (Krimi Dinner), Regie: ALICE Ensemble, Autor: Lisa Neumaier
- 2019: Frauenzimmer – Frauen schreiben Geschichte, Regie & Autor: ALICE Ensemble
- 2018: Penthesilea – Sex, War & Wonderbras,  Regie: Alice Ensemble, Autor: Heinrich von Kleist[2]
- 2018: Herta & Alice, Kooperation mit Herta bläst[3]
- 2017: Willkommen in Jenseits, Regie: Alice Ensemble, Autorin: Lisa Neumaier[4]
- 2016: Fünf im gleichen Kleid, Regie: Alice Ensemble, Autor: Alan Ball[5]